# Gyropoidea
Gyropoidea  (лат.) — надсемейство пухоедов из подотряда Amblycera.

## Описание
Средние, задние и обычно передние лапки с одним коготком или без коготка.
- Abrocomophaga chilensis